# Cratere Nureyev
Nureyev  è un cratere sulla superficie di Mercurio. Ha un diametro di 16 km e presenta un sistema di raggi luminoso ed esteso. Il nome del cratere prende origine dal ballerino e coreografo sovietico Rudolf Nureyev